# Тысменица (город)
Ты́сменица (укр. Ти́смениця) — город в Ивано-Франковском районе Ивано-Франковской области Украины. Административный центр Тысменицкой общины. Известный центр кушнирства.

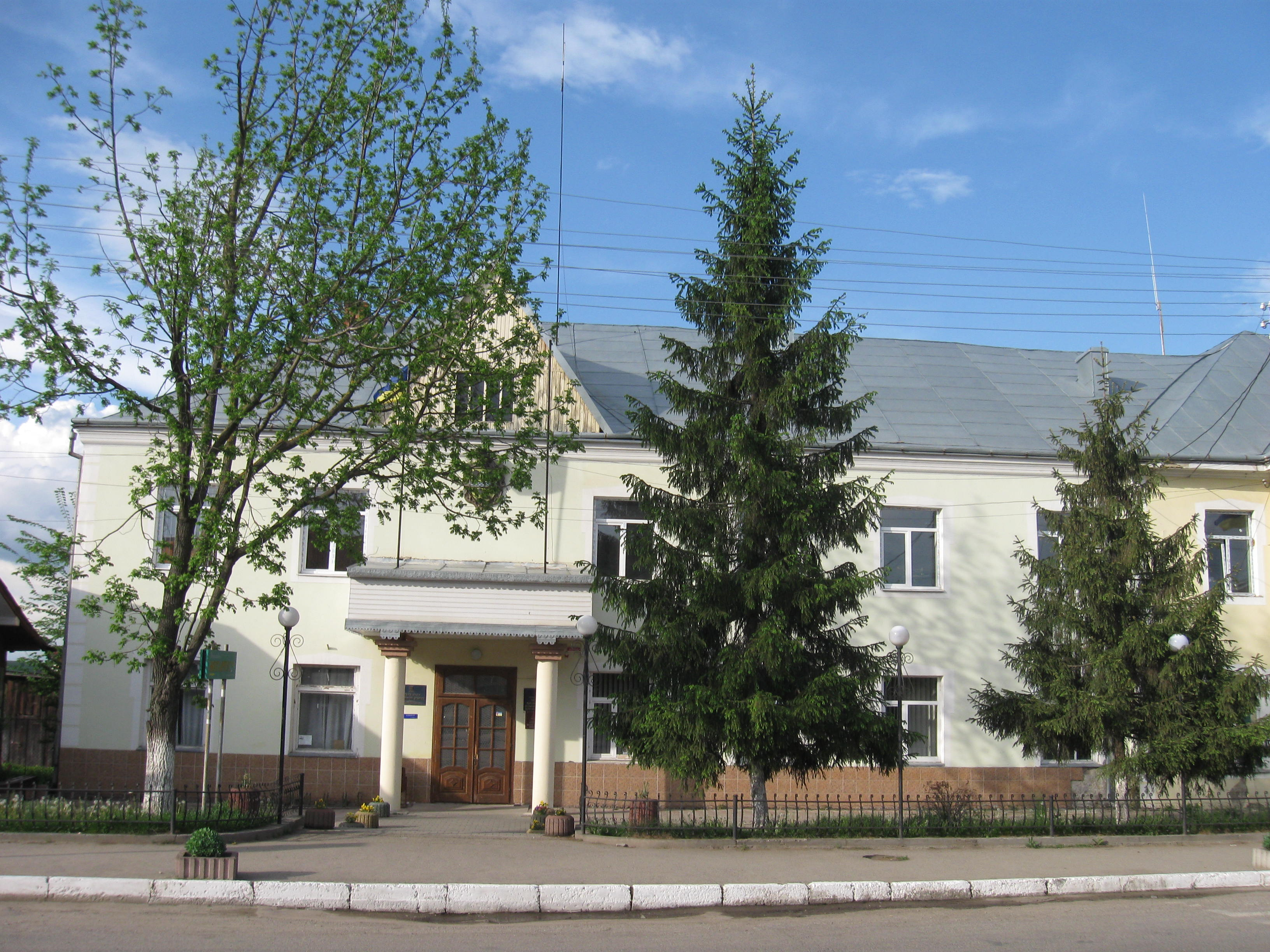
Тысменицкий городской совет

## Население
В январе 1989 года численность населения составляла 9639 человек.
На 1 января 2013 года численность населения составляла 9497 человек.

### Языковой состав
Родной язык населения по данным переписи 2001 года:
| Язык       | Численность, чел. | Доля     |
| ---------- | ----------------- | -------- |
| Украинский | 9 638             | 99,16 %  |
| Другое     | 82                | 0,84 %   |
| Итого      | 9 720             | 100,00 % |

## История
Первое упоминание про Тысменицу размещено в Ипатьевской летописи, датируемое 1143 годом.
В 1448 году от Польского короля Казимира IV Тисменица получила Магдебургское право и была довольно значительным ремесленно-торговым центром на Прикарпатье.
В 1513 году город сожгли турки, татары и валахи. Городские привилегии были утрачены.
Братья Аукт и Якуб щляхетского рода Паневские герба Годземба получили от короля Сигизмунда I Старого право взимать налоги с горожан.
В 1594 году татары сожгли город во время нападения на Галичину из-за просчетов коронного командования.
Известный хронист Симон Окольский — первый викарий конвента (монастыря) в Тысменице после фундатора Николая Потоцкого — «медвежьей лапы» вместе с женой Зофией из рода Фирлеев для прихода РКЦ в городе 1630 года. Руководство приходом помещики отдали доминиканцам.
В 1732 году в городе действовал монастырь Василиян (УГКЦ, не действовал 1744-го). В 1759 году начато строительство новой армянской церкви (костёла) при содействии Николая Потоцкого. В 1763 году сгорели костёл (архитектор — Иоган Шильцер) и монастырь доминиканцев, которые были отстроены.
В XIX веке Тисменица пришла в упадок, главным образом из-за конкуренции соседнего города Станислава (в середине XIX века, насчитывала 6 тысяч жителей).
В 1891 году в городе была заложена первая на Украине меховая фабрика, которая впоследствии стала одним из четырёх главных предприятий меховой промышленности УССР. Предприятие производило как массовую продукцию для внутреннего советского рынка (кроличьи шапки) так и экспортную продукцию. После распада СССР, с привлечением иностранных инвесторов, предприятие было быстро приватизировано и реструктуризовано для обработки меха и пошива меховых изделий из преимущественно импортного сырья. Значительная часть бывших рабочих фабрики с возвращением права частного ремесленничества прибегла к домашнему кушнирству (кушнирство или кушнарство — традиционное украинское ремесло, которое включало выделку кожи с мехом и пошив из неё различной одежды).
В 1900 году количество евреев составляло 2049 человек (38 % населения города).
В ходе Великой Отечественной войны поселение находилось под немецкой оккупацией.
В 1982 году город стал районным центром.
В мае 1995 года Кабинет министров Украины утвердил решение о приватизации находившихся в городе райсельхозтехники, райсельхозхимии и передвижной механизированной колонны № 3.

## Экономика
Главными промышленными отраслями города являются меховое и деревообрабатывающее производство.
Сейчас на базе меховой фабрики города работает ОАО «Хутрофирма „Тисмениця“» (ПФТС: TYSM), до инвесторов которой входят немецкие компании Rosenberg & Lenhart и MPV, а также связанные украинско-нидерландские предприятия «Тикаферлюкс» и «Профi-Тис». Фабрика перерабатывает около 10 млн пушных шкурок в год. В ноябре 1994 «Тисмениця» получила приз Мадридского клуба лидеров торговли «За лучшее торговое имя» и награду Ассоциации предпринимателей и профессиональных маркетологов Америки и Европы (Мексика) «За коммерческий престиж и лучшую торговую марку».
Значительная часть населения занимается частным бондарством и торговлей меховыми изделиями собственного и импортного производства (центр города густо усеян магазинами меха).
Важным источником дохода горожан является также сельскохозяйственная деятельность.

## Культура, памятники, спорт
Главным культурным центром города является районный дом культуры. С 1992 года в городе также работает музей истории города Тысменица имени Степана Гаврилюка.
Значительным историко-архитектурным памятником Тысменицы является деревянная церковь Рождества Пресвятой Богородицы (построена в 1732 году. называемая среди жителей, Монастырской, по той причине, что с 1732 до 1748 года при ней существовал монастырь отцов Василиян). Также находится кирпичная церковь Святого Николая (построена в 1869 году). В Тысменице установлен ряд памятников, в частности:
- Украинскому поэту Тарасу Шевченко;
- Борцам за свободу Украины;
- Бюст Вячеславу Чорноволу;
- Памятный знак в честь 850-летия города;
- Памятный знак в честь 950-летия города;

Центром спортивной жизни Тысменицы является ФК «Хутровик».